# Syzygium kietanum
Syzygium kietanum är en myrtenväxtart som beskrevs av Karl Rechinger. Syzygium kietanum ingår i släktet Syzygium och familjen myrtenväxter. Inga underarter finns listade i Catalogue of Life.